# La Blancarde
Pour la station de métro, voir La Blancarde (métro de Marseille).
La Blancarde est un quartier de Marseille, dans le 4e arrondissement.Traversée par la voie ferrée du Nord au Sud, La Blancarde est surtout connue des Marseillais par la gare éponyme.

## Géographie

### Situation et délimitations
La Blancarde se situe au centre-est de Marseille dans le quatrième arrondissement. La Blancadre est limitrophe de sept autres quartiers :
- Les Chartreux (4e) au nord
- Les Cinq Avenues (4e) à l'ouest
- Le Camas (5e) au sud-ouest
- Saint-Pierre (5e) au sud
- Saint-Jean-du-Désert (12e) au sud-est
- Saint-Barnabé (12e) à l'est
- Montolivet (12e) au nord-est

Il est délimité à l'Ouest par le Jarret/Boulevard François Duparc, au Nord par l'avenue de Montolivet, à l'Est par la rue Scaramelli et l'Allée de la Compassion, au Sud par le Boulevard Chave.

### Géologie et hydrographie
Le quartier est longé à l'Ouest par le Jarret (Boulevard Françoise Duparc) à partir duquel il s'élève en altitude vers Montolivet et Saint-Barnabé.

### Transports

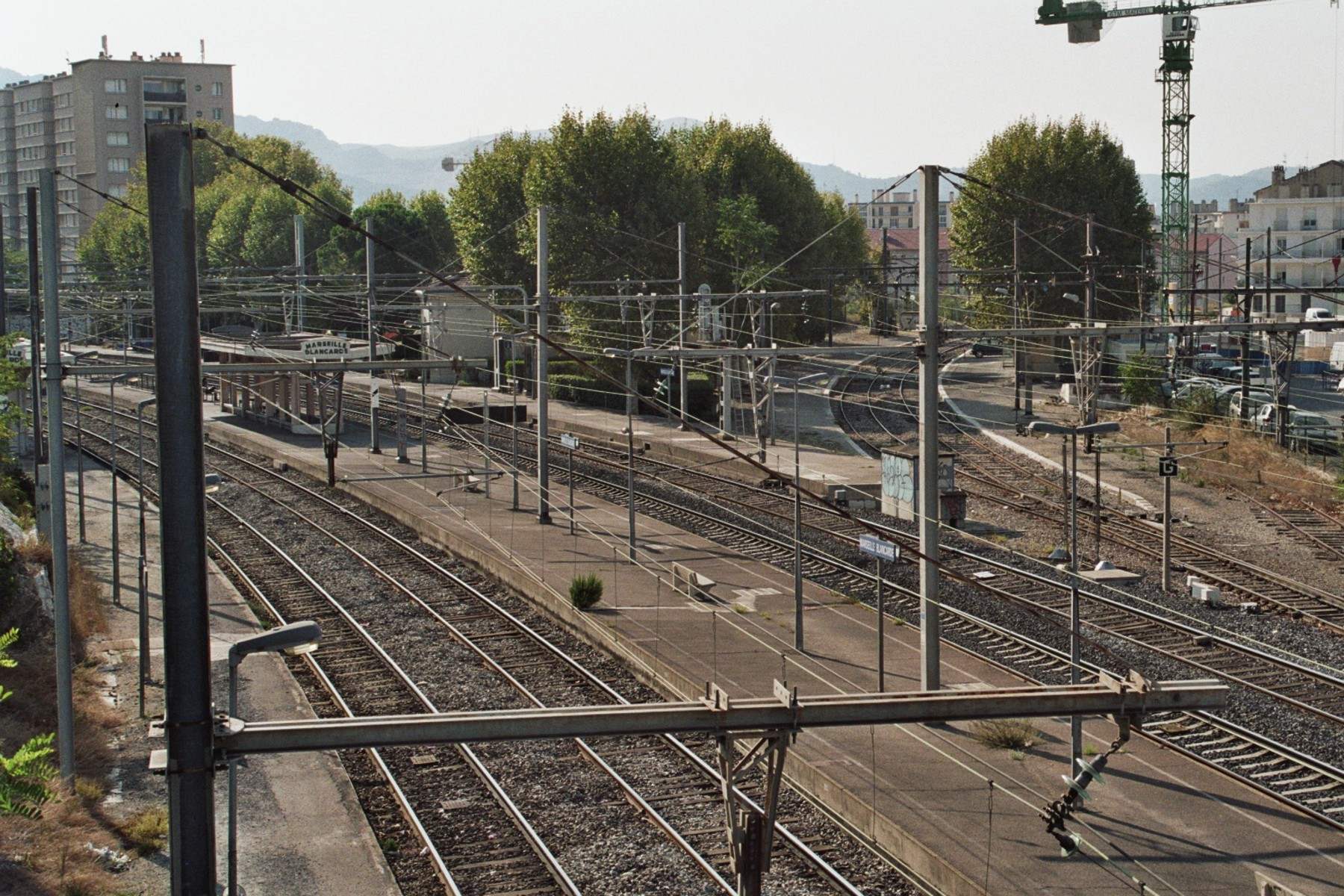
La gare de la Blancarde

La gare de Marseille-Blancarde permet de connecter le quartier aux transports urbains, régionaux et nationaux.
Le quartier est également desservi par plusieurs lignes de métros, tram et bus :
- Autobus RTM :

## Urbanisme
Au Sud, le quartier est traversé par le boulevard Chave qui amène jusqu'à la Gare depuis la Plaine en traversant le Jarret, une artère commerçante populaire bordé d'immeubles typiques de l’architecture marseillaise du XIXe siècle.
Au centre, le Boulevard de la Blancarde relie d'Ouest en Est le quartier des Cinq-Avenues à celui de Saint-Barnabé.
Au nord, le quartier est composé pour partie (le long du Jarret) de petits immeubles voire de maisons de ville et pour partie de grande résidences aménagées après la seconde guerre mondiale (Beausoleil, Esplanade/Feuilleraie).

## Toponymie
Le nom tirerait son origine de la famille Blancard, propriétaire au XVIIIe siècle d'un château devenu un centre pour personnes âgées tenus par la Congrégation des sœurs de Notre Dame de la Compassion au clos de la Compassion (entre la voie ferrée et la stade Sainte-Elisabeth).

## Histoire
La Blancarde est un quartier de Marseille fondé au sommet d'une colline.
Le château de la famille Blancard était célèbre pour les innombrables fêtes organisées par la jeune Emma Blancard, au sein du château et dont on entendait la musique jusqu'à Notre-Dame.

## Population et société

### Administration et services
Le quartier dépend de la mairie des 4/5 arrondissements  située 13 square Sidi Brahim.
Plusieurs centres municipaux d'animation (CMA) en dépendent dont, pour le quartier, ceux de Boulle, de Beausoleil, Vallier et des Chartreux.
Une maison pour tous est installée dans le quartier, et propose aux habitants plusieurs types d'animations locales.
Un bureau de poste, est implanté avenue du Maréchal Foch. Les personnes en recherches d'emploi disposent d'une agence locale.

### Politique
Le quartier donne son nom au canton ou il est situé.

### Sports
Les habitants du quartier disposent de plusieurs équipements sportifs municipaux :
- Complexe sportif Vallier : stade, piste d'athlétisme et gymnase, piscine
- Complexe sportif Beausoleil.

### Enseignement
Les établissements scolaires publics du quartier dépendent de l'académie d'Aix-Marseille. Les enfants du quartier commencent leur scolarité à l'école maternelle de la Blancarde ou de la Feuilleraie, pour la poursuivre à l'école primaire de la Blancarde et au groupe scolaire Chevreul de la Blancarde.
Les établissements privés sous contrat Saint Marie Blancarde et Chevreul Blancarde proposent également des prestations d'enseignement général.
Un établissement de formation professionnelle y est implanté : l'l'Institut de Formation de Soins Infirmiers de la Blancarde (IFSI), en lien avec les hôpitaux marseillais.

### Cultes
Les pratiquants du culte catholique dépendent de la paroisse Sainte-Marie-Madeleine des Chartreux, et de celle de Saint Calixte, du Diocèse de Marseille.

## Économie

### Entreprises
La Biscuiterie José Orsoni est implantée Boulevard Louis Botinelly depuis 1996.

## Culture et patrimoine
L'église Saint Calixte (86 boulevard Boisson), siège de la paroisse du même nom et édifiée à la fin du XIXe siècle, abrite un Grand-Orgue (deux claviers et un pédalier, 14 jeux) construit par Charles Michel en 1903 et actuellement muet.
Dans la séquence d'ouverture du Cercle Rouge de Jean-Pierre Melville (1970), deux des principaux protagonistes, Bourvil et Gian Maria Volonté prennent le train à la gare de Marseille-Blancarde.